# 袁宝华
袁宝华（1916年1月13日—2019年5月9日），河南南召人，中华人民共和国官员，中國企業管理科學領域的著名教育家及學者，在中國品質事業方面貢獻顯著。曾任国家经济委员会主任（1981年3月—1982年5月），1985年到1991年担任中国人民大学校长。

## 生平
1916年1月袁宝华生於河南省南召县。1934年考入北京大学數學系，後轉至地學系學習。在北京大学学习时参加一二九运动，并参加中华民族解放先锋队，任北京大学党支部宣传委员，曾任北京大学学生会主席。1936年5月，加入中國共產主義青年團，1936年9月转入中國共產黨。
1937年至1940年任河南开封及南阳“平津同学会”执委会委员，南阳中心县委委员，豫鄂陕边工委委员，南阳地委委员兼南召县委统战部部长。1940年底到延安，在中共中央党校学习并任党支部书记。一年后任中共中央组织部干事。
抗戰胜利后赴东北，任通鲁地委城市工作队队长，吉江省委干部科科长兼吉江建设学院院长，乾安县委副书记、书记，洮安县委书记，嫩江省委分委宣传部部长，嫩江省委研究室副主任兼省委青委书记。
中華人民共和國成立後，1948年6月任东北人民政府工业部计划处副处长、处长，领导计划处编制的东北工业生产和建设计划是新中国最早的经济计划。把编制计划的方法和经验介绍给东北局各经济管理部门，介绍给参加全国第一个五年计划编制的人员，并参加了全国第一个五年计划的编制，为成功编制全国第一个五年计划做了大量工作。后任东北人民政府工业部秘书长。1952年8月，随周恩来、陈云、李富春赴苏联参加苏联援建项目谈判，直到1953年5月签订156项援建项目协议，代表中方在民用项目签字。在长达9个月的谈判过程中，考察了苏联工业企业，学习了苏联的经济管理，企业管理和计划编制。1953年6月，东北人民政府撤销，调任重工业部钢铁局副局长、基本建设局局长。1956年2月至12月任重工业部办公厅主任。1957年起任冶金工业部党组委员、办公厅主任、部长助理。工作主要是实施“一五”计划，落实苏联援建156项中的钢铁等重工业项目。1959年9月起任冶金工业部副部长，分管钢铁司、有色司、供应和销售局、安全生产局。1960年5月起任国家经济委员会物资管理总局副局长。1963年5月起国家经委副主任、党组成员，兼任国家物资管理总局局长、国家物资管理总局分党组书记。1964年11月任中华人民共和国物资管理部部长、党组书记、党委书记。1968年10月被周恩来总理保护“解放”出来，1969年11月起任起任国家计划委员会生产工交小组常务副组长（组长是军代表）。1970年6月至1978年3月任国家计委革委会副主任，兼生产组组长。1978年6月任国家经委副主任、党组副书记。力主扩大企业自主权。组织力量，开展调查研究，提出方案，进行试点，亲自主持起草了“扩权10条”和《关于扩大国营企业经营管理自主权的若干规定》等5个文件由国务院颁发并亲自组织实施。这是中国最早的扩大企业自主权文件，从此拉开了企业改革的序幕。企业整顿和改革从1977年开始，经历了恢复性整顿、全面整顿和企业升级，到1988年国家经委撤销时结束。1981年3月至1982年5月任国家经委主任、党组书记。1982年5月至1988年4月任国家经委副主任、党组副书记。1985年6月，国务院任命袁寶華為中國人民大學校長、党委书记，直至1991年11月卸任。
1983年初成立的中国职工思想政治工作研究会创始人，并在1989年3月起任会长，到2004年7月卸任。2006年1月8日，中國品質協會、中華全國總工會在北京举办首屆「中國傑出品質人推選活動」頒獎大會，袁寶華及其他25人因為中國品質事業做出的突出貢獻而獲獎。
中共第十一届中央候补委员，第十二届中央委员（任职至1985年9月中共全国代表会议），中共十三大当选为中央顾问委员会委员。

## 著作
- 《袁宝华经济文集》1991中国经济出版社
- 《袁宝华教育文集》1996中国人民大学出版
- 《袁宝华文选》2010 中国人民大学出版
- 《袁宝华文集》共十卷，中国人民大学出版社 2013-12 。其中第1-6卷文选，第7卷专著《论社会主义企业管理》，第8卷访谈文选，第9卷回忆录纪念文集，第10卷诗词集《偷闲吟草》（1936年到2009年的诗词。
- 《袁宝华诗词书法集》2014 中国人民大学出版
- 《袁宝华回忆录》2018 中国人民大学出版

## 家人
父亲：袁作相，母亲：余宗娥
夫人：朱傲石

## 影響
2004年12月，中國設立了由中國企業管理科學基金會推出的中國企業管理科學領域的最高獎項，并以袁寶華的名字來命名，即「袁寶華企業管理金獎」，從2005年開始每年獎勵2至3位企業家，以表揚並獎勵他們在中國企業管理領域開拓創新方面做出的突出貢獻。說到袁宝华貢獻良多的MBA，對於當時的企業領導人，他曾作出以下評論：「1977年開始我們用了八年的時間，從學大慶入手，來整頓企業。中央專門發了文件，整頓中間，我們很大一個感受就是，我們這個企業領導人素質比較低。不懂管理，更不懂管理理論，理論知識很欠缺。」
袁寶華著有很多著作，包括《袁寶華教育文集》。